# Pelourinho de Mira
O Pelourinho de Mira é um pelourinho situado em frente à antiga casa do Visconde da Corujeira, na freguesia de Mira, no município de Mira, distrito de Coimbra, em Portugal.
Está classificado como Imóvel de Interesse Público.

## Características
Este pelourinho foi reconstruído em 1993, com aproveitamento de alguns elementos do primitivo monumento. Executado em pedra-de-ançã, é formado por uma coluna de fuste cilíndrico, anelado no terço superior, assente numa base circular, com rebordo duplo. Encima o conjunto uma taça de bordos denteados com uma espada estilizada ao centro.